# Leopold Oblak
To je članek o slovenskem gospodarstveniku. Za pesnika glej Polde Oblak.
Leopold Oblak, slovenski gospodarstvenik, * 21. november 1949, Ilirska Bistrica.
Oblak je leta 1974 diplomiral na ljubljanski EF. Po končanem študiju se je zaposlil v Lesonitu v Ilirski Bistrici in Brestu v Cerknici. Od 1984 do 1999 je bil zaposlen v podjetju Kovinoplastika Lož v Ložu, od 1988 do 1999 kot glavni direktor. Leta 1995 je prejel nagrado Gospodarske zbornice Slovenije za izjemne gospodarske in podjetniške dosežke.